# Рагуза (Сицилия)

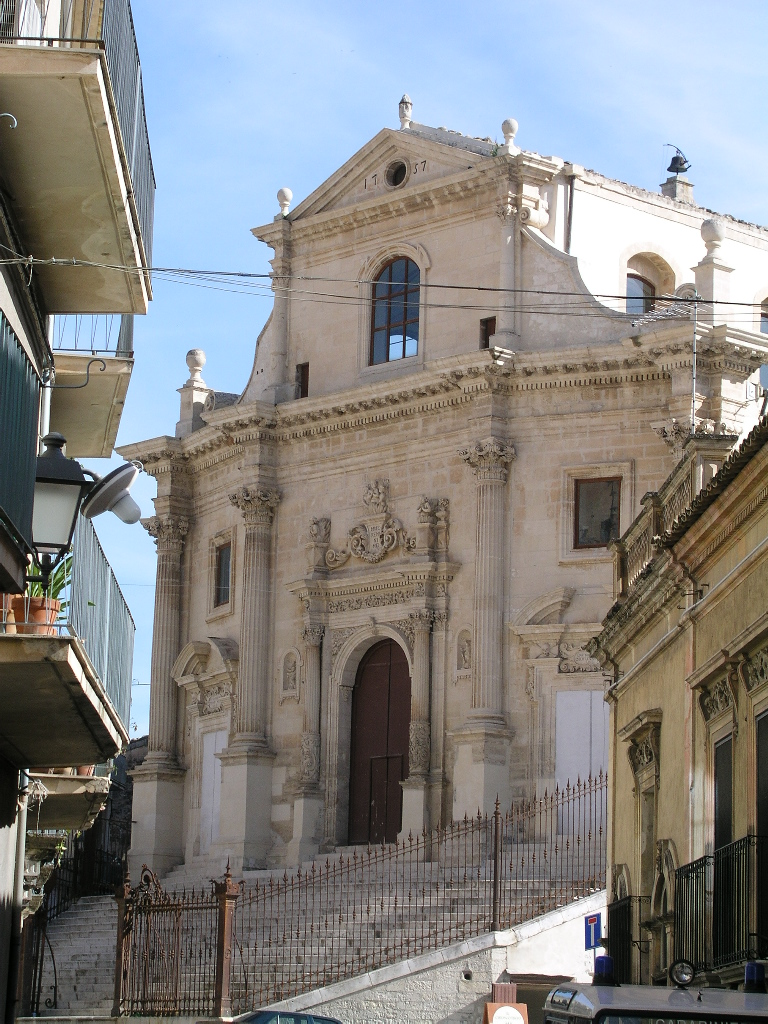
Церковь Душ в Чистилище в Рагузе, образец сицилийского барокко

Рагу́за (итал. Ragusa, сиц. Rausa) — город в итальянском регионе Сицилия, административный центр одноимённой провинции. Считается самым динамичным городом итальянского юга. За её своеобразную историю, социально-экономическую среду и городские ансамбли в стиле сицилийского барокко Рагузу также называют «островом на острове». Вместе с другими семью городами долины Ното Рагуза внесена в список объектов Всемирного наследия ЮНЕСКО.
Покровителями города почитаются святой Иоанн Креститель, празднование 29 августа, и святой великомученик Георгий, празднование 23 апреля.
Рагуза делится на две части: на западе — современный прямоугольной застройки Верхний город (итал. Ragusa Superiore), на востоке — Нижний город (итал. Ragusa Ibla), построенный на месте разрушенного землетрясением 1693 года старого города. Через овраг, разделяющий две части города, перекинуто три моста.

## История
Первые поселения людей на территории города учёные относят к концу III тысячелетия до н. э. Первыми обитателями этой местности считаются сиканы, которых примерно в XVIII веке до н. э. вытеснил король сикулов Иблон. Он основал на месте современной Рагузы город Ибла Эрея, дав ему своё имя и посвятив его покровительнице края богине Гере. Город неоднократно подвергался осаде греками. Благодаря победе над Фаларидом, тираном Акраганта, город обрёл славу в античном мире и получила прозвище «Храбрый город».
В IX веке после длительных войн городом на 200 лет овладели арабы, которые принесли с собой новые сельскохозяйственные культуры и создали ирригационные системы. В 1090 году в результате народного восстания, поддерживаемого норманнами, арабы были изгнаны. В 1091 году Рожер назначил своего сына Гоффреда первым князем Рагузы, и тем самым город управлялся автономно. При Гогенштауфенах Рагуза была возвращена в собственность короны.
Переломным моментом в истории Рагузы стало землетрясение 11 января 1693 года, когда погибло около половины населения города. Город был отстроен заново, в результате чего Рагуза обрела выдающиеся архитектурные памятники сицилийского барокко.
В 1848 году Рагуза поддержала революционные выступления против Бурбонов, в 1860 году отправила подкрепления в корпус высадившегося в Марсале Гарибальди.
В начале XX века Рагуза стала местом первых фашистских выступлений в Италии, когда в городе развернулась борьба между социалистами и фашистской организацией, повлёкшая убийство нескольких социалистов. В 1927 году была создана провинция Рагуза.
Во время Второй мировой войны Рагуза пострадала от многочисленных бомбардировок союзнической авиации. В январе 1945 года в Рагузе вспыхнул народный бунт, охвативший наиболее бедные слои населения, который был подавлен в крови.
В 2002 году Рагуза вместе с другими городами в долине Ното была внесена в список объектов Всемирного наследия ЮНЕСКО.

## Экономика
Центр района добычи нефти, горючих сланцев, асфальта. Нефтепереработка, нефтехимическая промышленность.

## Достопримечательности
- портал разрушенной во время землетрясения 1693 года церкви Сан-Джорджо XII века
- собор Сан-Джорджо по проекту Розарио Гальярди
- собор Сан-Джованни-Баттиста
- францисканский монастырь
- церковь Сан-Франческо алль’Иммаколата
- многочисленные палаццо

## Известные уроженцы и жители
- Мария Кандида Евхаристии (1884—1949) ─ блаженная Католической церкви.